# Hüscherabach
Der Hüscherabach (auch Hüscherenbach; je mit langem ü zu sprechen) ist ein etwa 6 Kilometer langer Bach im Schweizer Kanton Graubünden. Er ist ein südlicher und rechter Zufluss des Hinterrheins.

## Name
Der Name des Baches leitet sich vom Örtlichkeitsnamen Bi da Hüschera (walserdeutsch für «Bei den Häusern») ab, einer Häusergruppe, die gegenüber dem Dorf Splügen im Gebiet der heutigen Talstation der Bergbahn liegt und neben der der Bach durchfliesst, bevor er in den Hinterrhein mündet.

## Geographie

### Verlauf
Der Hüscherabach bildet sich aus zahlreichen namenlosen Seitenbächen, die in einer weiten Mulde auf der Nordseite des Splügenpasses zusammenfliessen. Unter anderem nimmt er auch das Wasser des Bergseelis oberhalb der Passhöhe auf. Auf einer Höhe von 1846 m ü. M., unterhalb der Serpentinen der Passstrasse, hat sich daraus der eigentliche Bach gebildet.
Er fliesst nach Norden an der auf seiner linken Seite liegenden Schwarzhütte (Schwarzhütta) vorbei und passiert nach etwa einem Kilometer das Isabrüggli, wo bei der Haltestelle des Postautos der Wanderweg zu den Surettaseen beginnt. Nach rund einem weiteren Kilometer unterquert er die Marmorbrücke und kreuzt nach einem steilen Engpass noch einmal diese Strasse. 
Er unterfliesst noch die A13 und mündet schliesslich im Dorf Splügen GR auf einer Höhe von 1451 m ü. M. von rechts in den Hinterrhein.
Der etwa 6,5 km langer Lauf des Hüscherabachs endet ungefähr 919 Höhenmeter unterhalb seiner Quelle am Splügenpass, er hat somit ein mittleres Sohlgefälle von etwa 14 %.

Bach-Impressionen
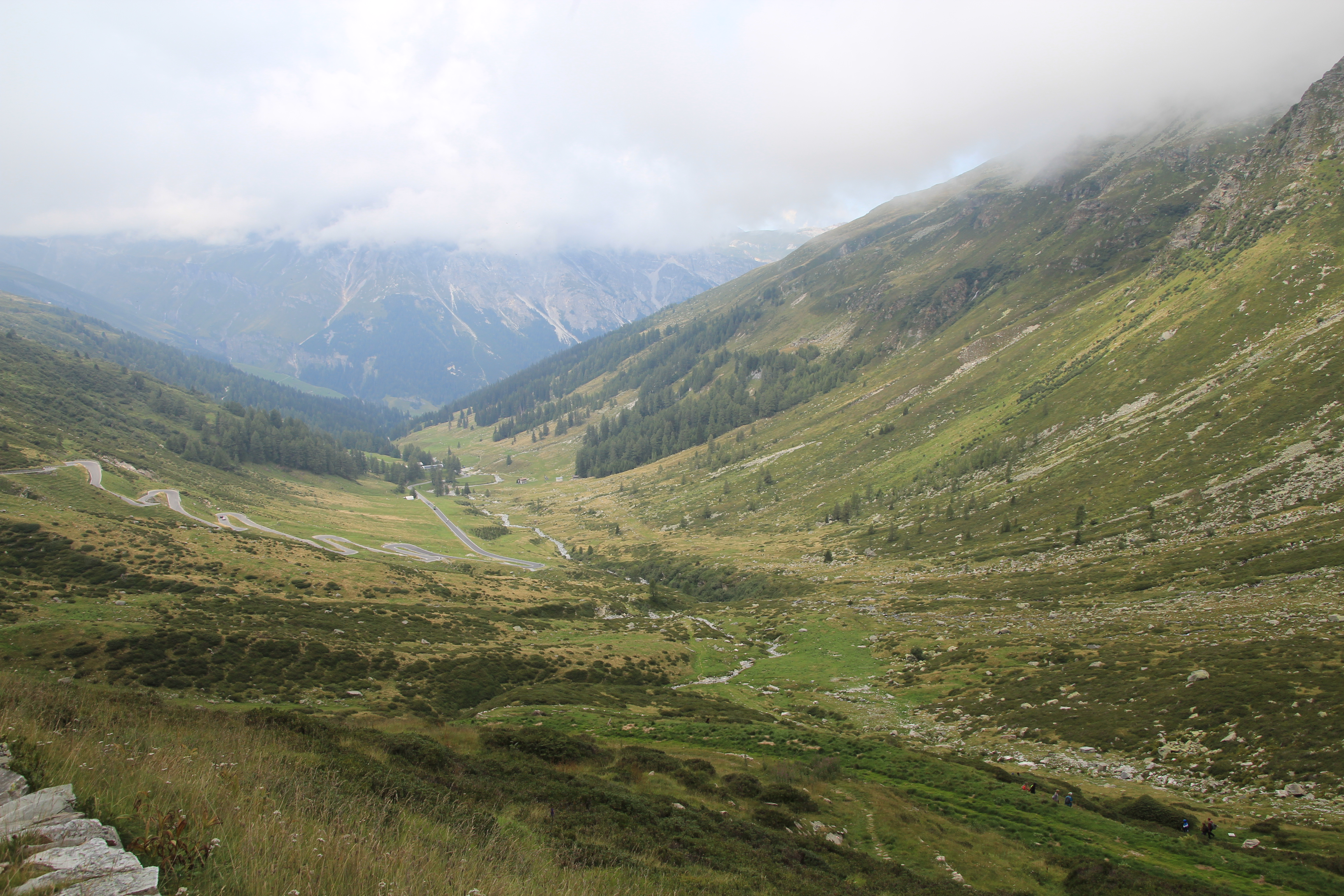
Oberlauf im Talkessel auf der Nordseite des Splügenpasses
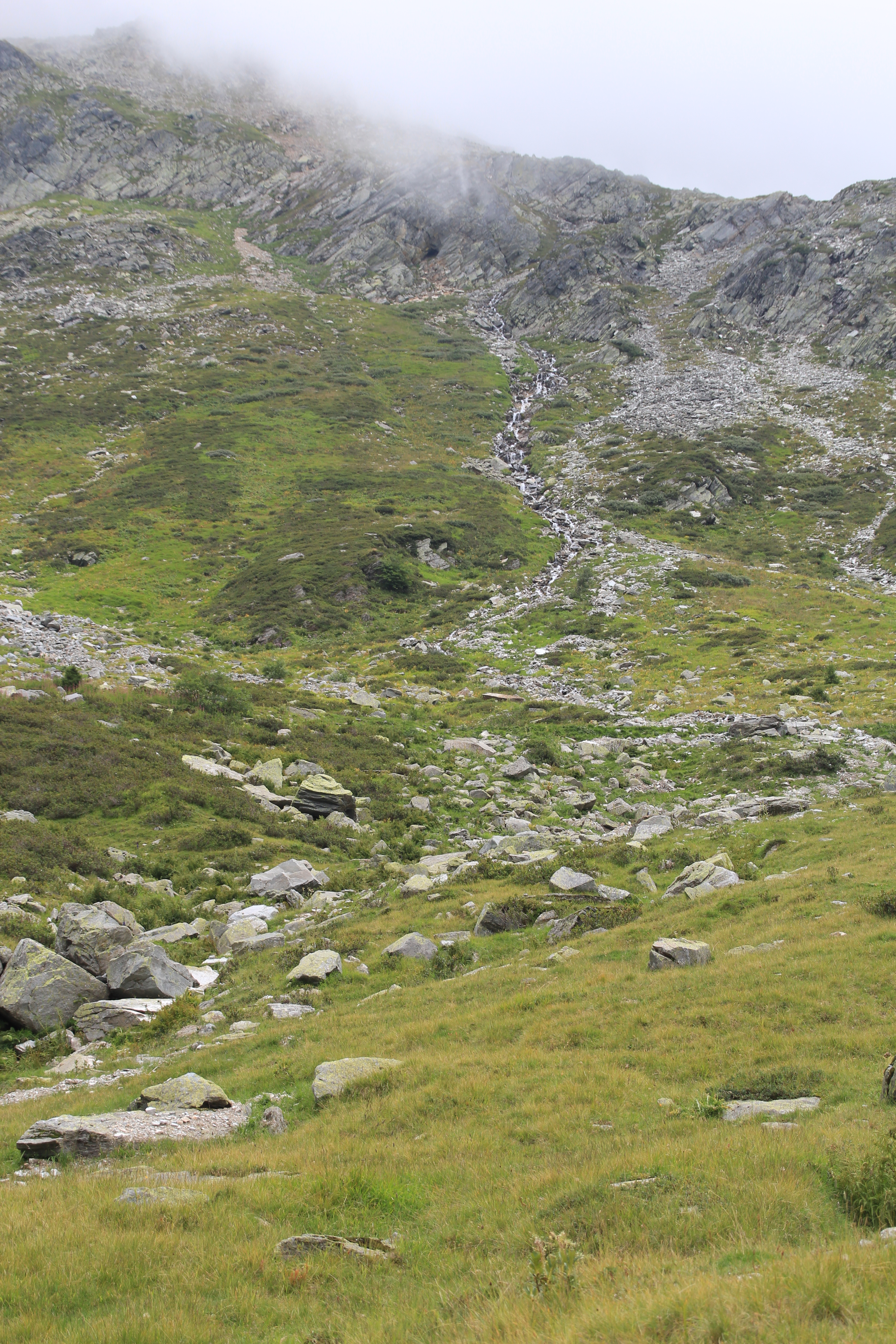
Zufluss von Osten
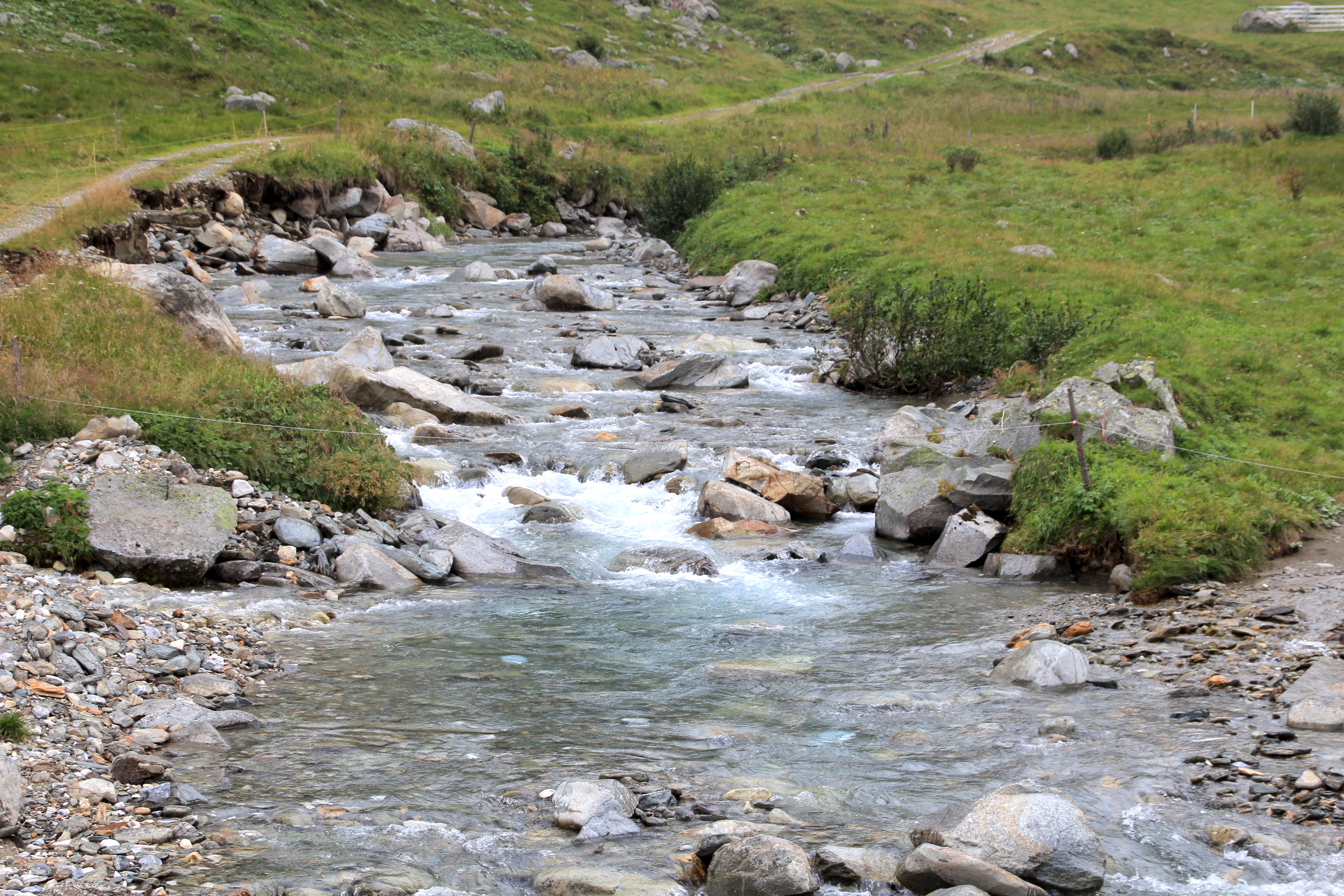
Beim Parkplatz Isabrüggli
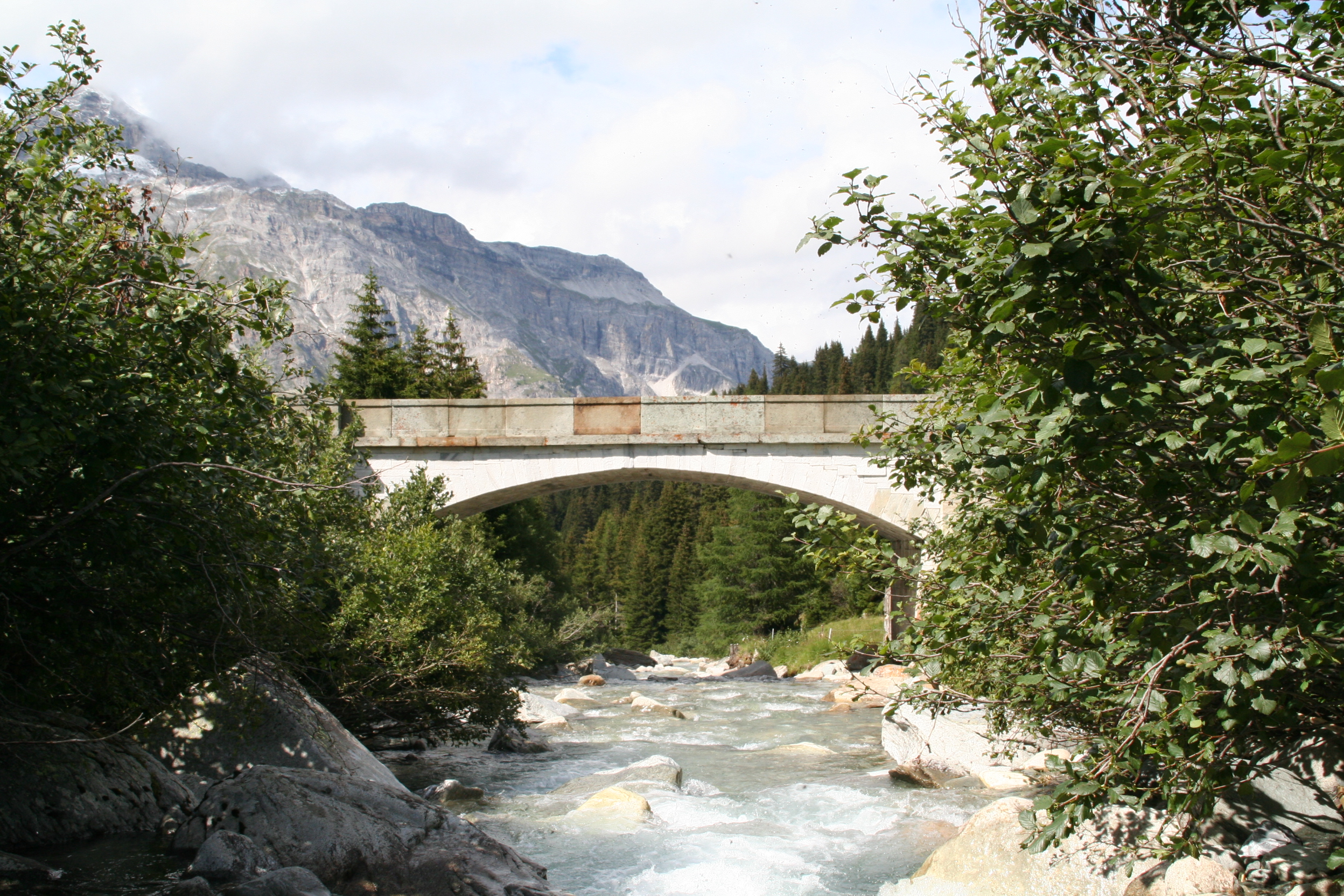
Marmorbrücke
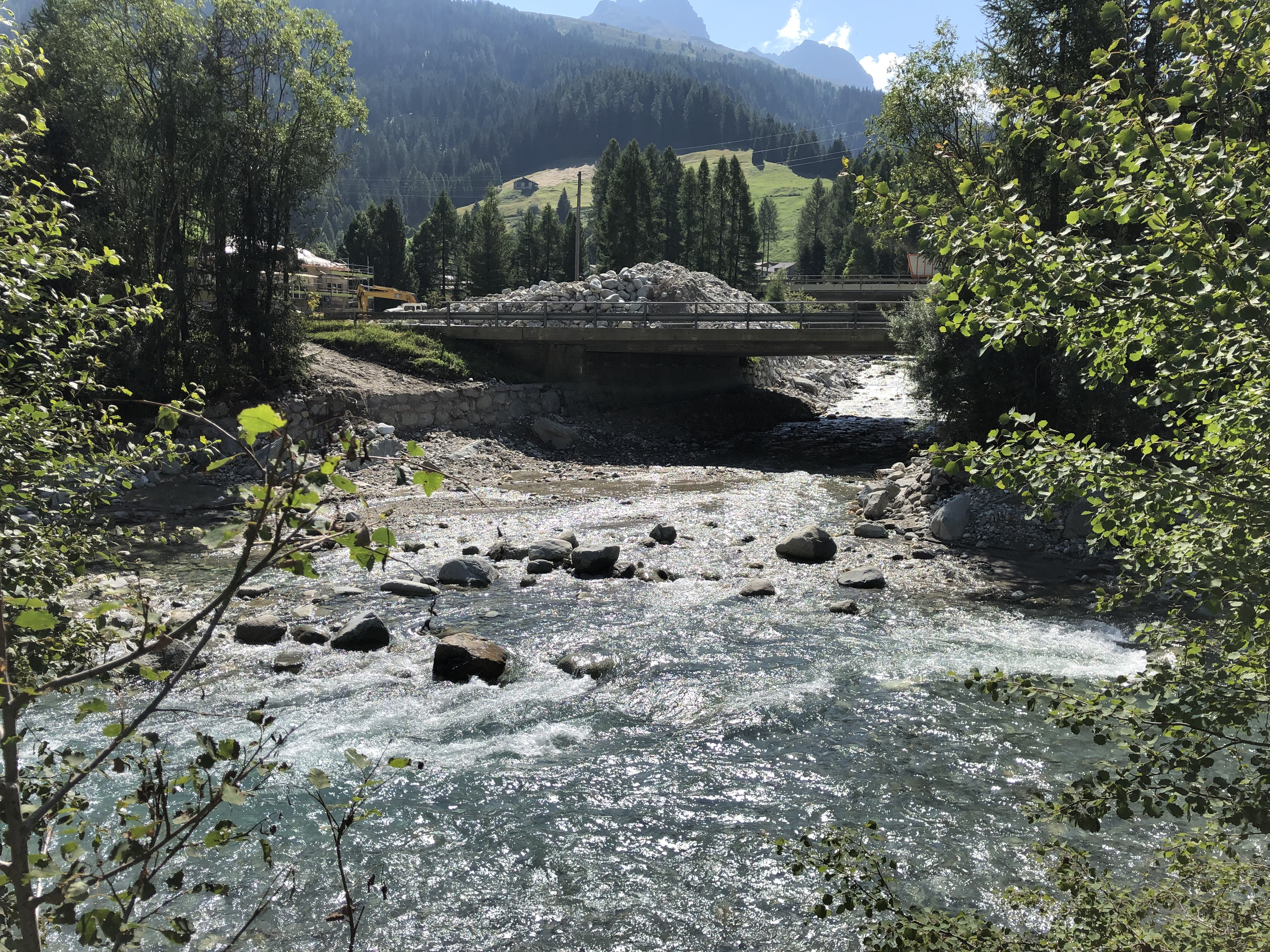
Mündung in den Hinterrhein

### Einzugsgebiet
Das 13,14 km² grosse Einzugsgebiet des Hüscherabachs liegt in den Lepontinischen Alpen und wird über den Hinterrhein und den Rhein zur Nordsee entwässert.
Es besteht zu 10,5 % aus bestockter Fläche, zu 38,3 % aus Landwirtschaftsfläche, zu 0,9 % aus Siedlungsfläche und zu 49,2 % aus unproduktiven Flächen.
Flächenverteilung
Die mittlere Höhe des Einzugsgebietes beträgt 2158,7 m ü. M., die minimale Höhe liegt bei 1463 m ü. M. und die maximale Höhe bei 2968 m ü. M.

### Zuflüsse
- Lengeggbach (links), 2,0 km, 0,81 km²

## Hydrologie

### Abflussdaten
Bei der Mündung des Hüscherabachs in den Hinterrhein beträgt seine modellierte mittlere Abflussmenge (MQ) 490 l/s. Sein Abflussregimetyp ist nivo glaciaire und sein Abflussvariabilität beträgt 17.

### Überschwemmung im Sommer 2019
Am 12. Juni 2019 gingen auf der Nordseite des Splügenpasses starke Niederschläge nieder. Das Wasser sammelte sich im Talkessel, strömte durch den Trichter des Engpasses oberhalb des Dorfes, wobei das Gefälle den Druck des stark angeschwollenen Baches verstärkte. Am Ausgang des Tobels riss der Bach die Hälfte des Parkplatzes und einen dort parkierten VW-Bus mit sich. Die zwei Männer, die darin übernachtet hatten, konnten gerade noch rechtzeitig gerettet werden. Dann beschädigte der Bach die Strassenbrücke, unterspülte die Widerlager und riss einen Teil der Strasse mit sich. Anschliessend überflutete er den kleinen Wald links und rechts des Bachlaufs und riss zahlreiche Bäume sowie die hölzerne Fussgängerbrücke mit sich. Auch die Autobahn A 13 wurde überschwemmt, aber nicht weiter beschädigt.

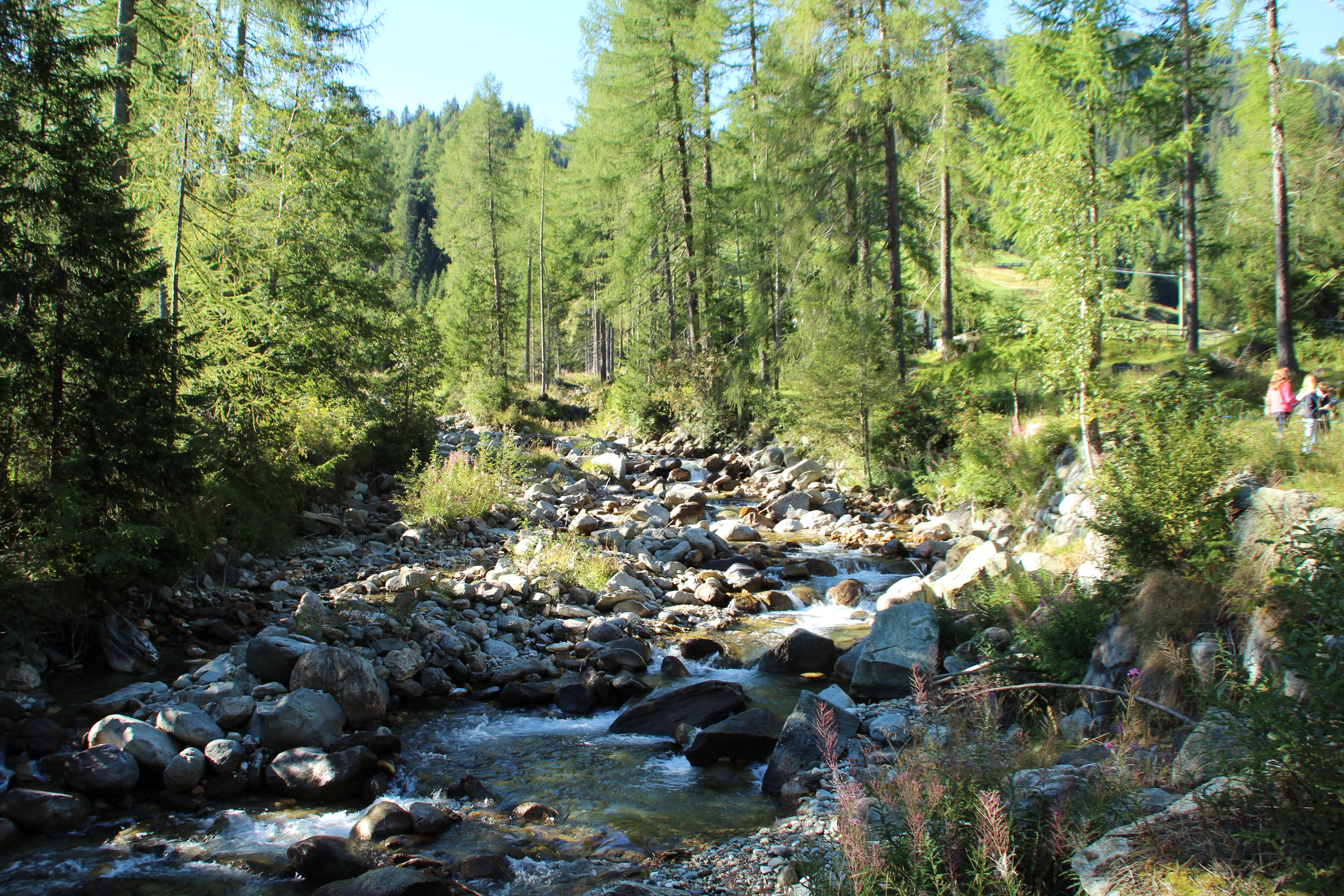
September 2013
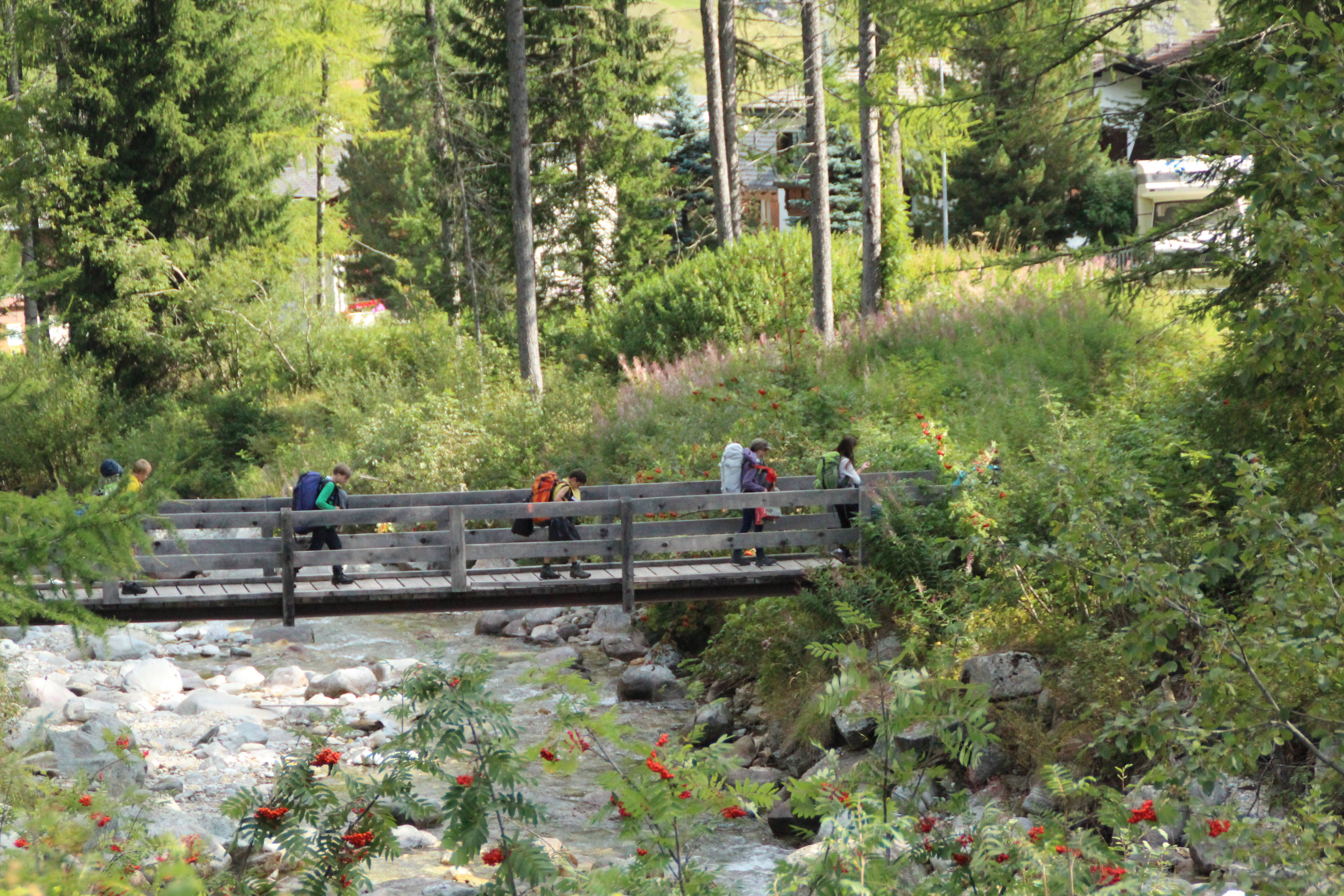
Holzbrücke, September 2013
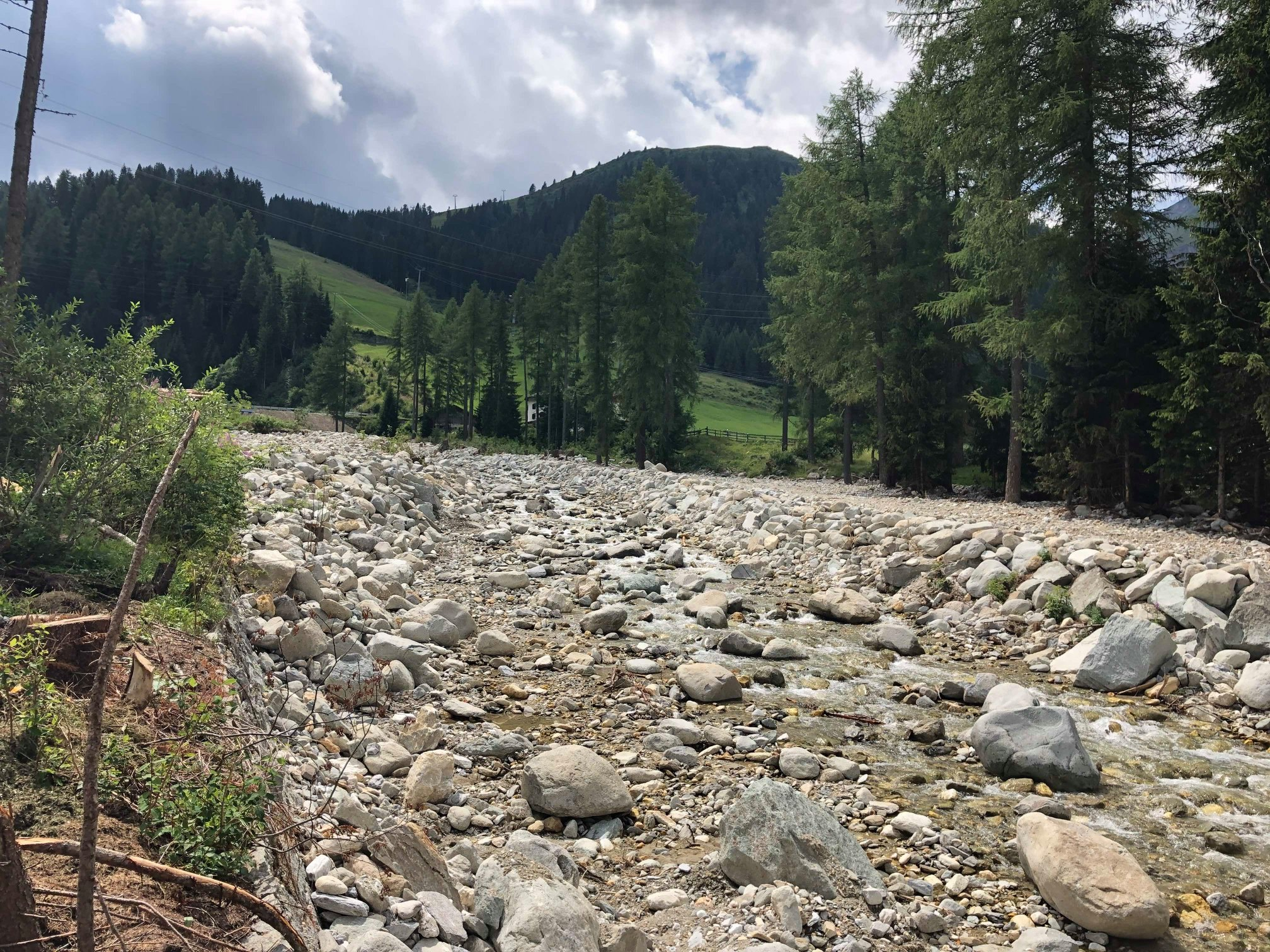
Die gleiche Stelle im August 2019
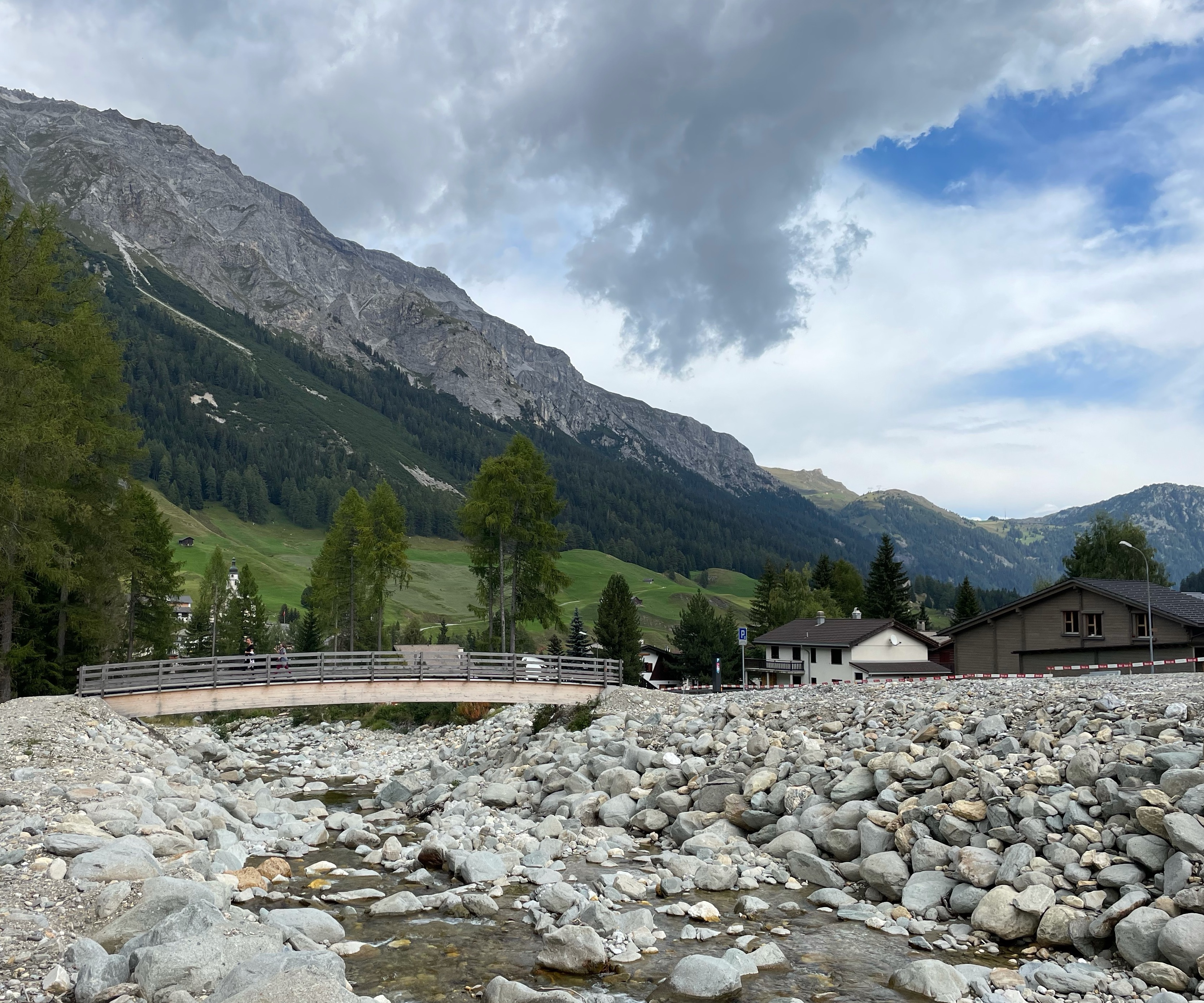
Neue Brücke im Sommer 2021
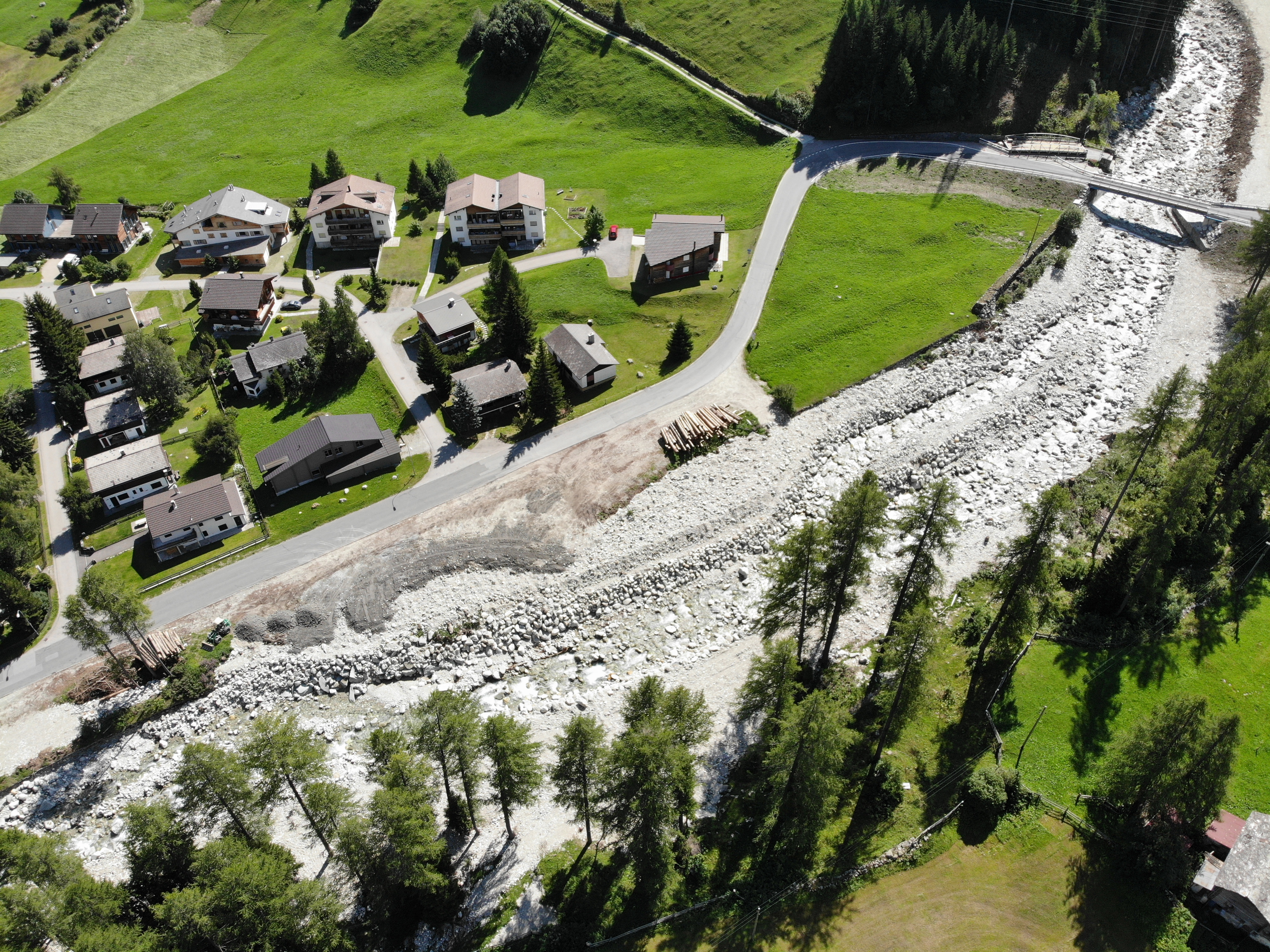
Rechts die Behelfs-, rechts daneben die Reste der Strassenbrücke